# محمد غنيمة
محمد غنيمة ولد بأكودة بالساحل التونسي عام 1930 وتوفي في 10 سبتمبر 2010 ، محافظ البنك المركزي التونسي.

## رجل البنوك
تولى عدة مناصب عليا أهمها فيما بين 1972 و1980 حيث تولى مهمة محاقظ للبنك المركزي التونسي. ثم عين رئيسا للمجلس الاقتصادي والاجتماعي كما عين عام رئيسا مديرا عاما للبنك الوطني الفلاحي في المرة الولى بين 1968 و1971 وفي المرة الثانية بين 1981 و1989 

## في السياسة
وفيما بين 1990 و2000 عينه زين العابدين بن علي وزيرا مستشارا لدى رئيس الجمهورية.
ناضل محمد غنيمة ضمن الحركة الوطنية منذ عام 1949، في صفوف الحزب الحر الدستوري الجديد، وبعد الاستقلال عام 1956 تولى عدة مسؤوليات حزبية من بينها عضوية الديوان السياسي وعضوية اللجنة المركزية للتجمع الدستوري الديمقراطي.
بعد الثورة أثيرت بشأنه قضية بتهمة "استغلال شبه موظف لصفته لاستخلاص فائدة لا وجه لها لنفسه أو لغيره أو للإضرار بالإدارة"، غير أن هذه القضية حفظت بسبب الوفاة.